# HMS Ramillies (1892)
El HMS Ramillies fue un acorazado pre-dreadnought de la Royal Navy, perteneciente a la clase Royal Sovereign. Fue llamado así por la Batalla de Ramillies. Fue construido por J. & G. Thompson en Clydebank, comenzando con la colocación de su quilla en agosto de 1890. Fue botado en marzo de 1892 y puesto en servicio en la Flota del Mediterráneo como buque insignia el siguiente octubre. Estaba armado con una batería principal de cuatro cañones de 13,5 pulgadas y una batería secundaria de diez cañones de 6 pulgadas. Tenía una velocidad máxima de 16,5 nudos.
El Ramillies sirvió como buque insignia de la Flota del Mediterráneo hasta 1899, y de nuevo de 1900 a 1902. Después de participar en maniobras frente a las costas de Portugal, regresó a Inglaterra para una reparación en 1903. Una vez finalizado, fue puesto en servicio en la Reserva en 1905. Sufrió daños mientras participaba en maniobras combinadas al año siguiente, y fue puesto nuevamente en servicio en la División de Servicios Especiales de la Home Fleet en 1907, convirtiéndose en el buque nodriza de la 4.ª División de la Home Fleet en 1910. Fue relevado de ese papel un año después, antes de ser reducido a reserva material en Devonport en agosto de 1911, y desmantelado y amarrado en Motherbank para su eliminación en julio de 1913. Fue vendido como chatarra en octubre de 1913 y remolcado a Italia para ser desguazado el mes siguiente.